# Tumba de Ahmad Sanjar
La tumba de Ahmad Sanjar (en persa: آرامگاه سلطان احمد سنجر‎) es un monumento funerario o mausoleo que honra a Ahmad Sanjar, un gobernante selyúcida de Khorasan. Fue construida en 1157 en la ciudad medieval de Merv en el desierto de Karakum en Turkmenistán. A lo largo de su reinado, Sanjar luchó contra varias invasiones y levantamientos hasta que finalmente fue derrotado por los oguz. Después de ser saqueado por los oguz, Merv declinó y en 1221, los mongoles la atacaron e incendiaron el mausoleo. Más tarde sería restaurado por los soviéticos, turcomanos y arquitectos turcos durante los siglos XX y XXI. La tumba es parte del «Parque Nacional Histórico y Cultural de la Antigua Merv», declarado Patrimonio de la Humanidad por la UNESCO en 1999.
La tumba fue construida por el sucesor de Sanjar, Muhammad ibn Aziz, a lo largo de la Ruta de la Seda. Tiene forma de un cubo con una cúpula en la parte superior, que alcanza los 27 m de altura. Los muros tienen 14 m de altura y toda la cúpula tiene 17 m por 17 m de ancho. A pesar de sus restauraciones, al edificio todavía le faltan características como su segundo piso, la cúpula exterior cubierta de turquesas y los edificios circundantes en el complejo. Aunque en ruinas, la tumba es uno de los pocos ejemplos que sobreviven de la arquitectura funeraria secular selyúcida. Sus proporciones achaparradas y el entorno hexadecagonal de la cúpula exterior influirían en obras de arquitectura posteriores.

## Ahmad Sanjar y su reinado

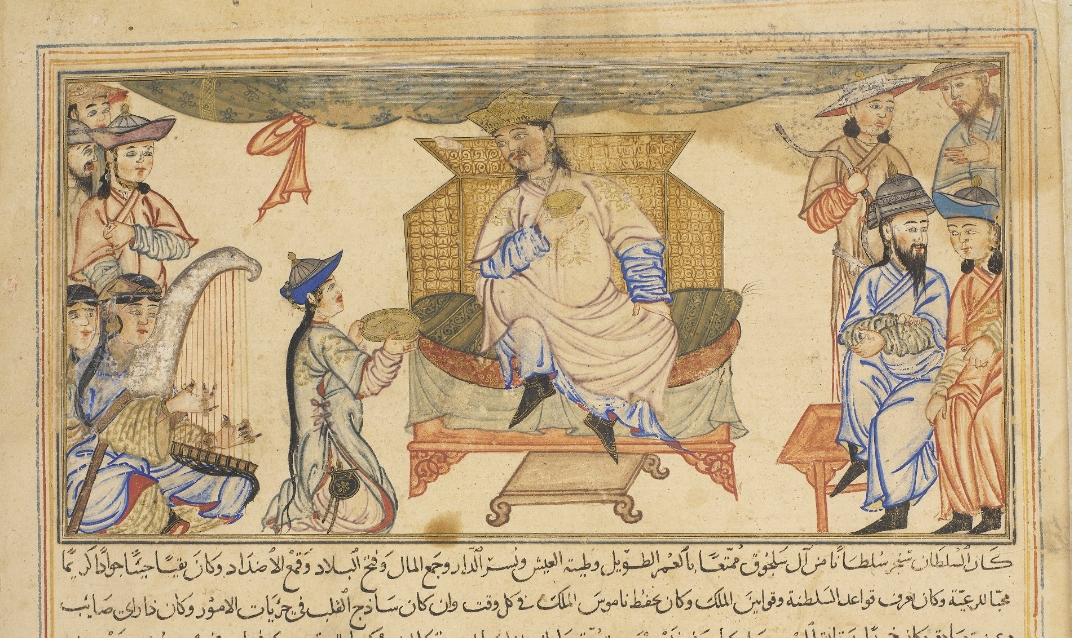
La coronación de Ahmad Sanjar. Iluminación del Compendio de Crónicas de Rashid-al-Din Hamadani (1247–1318), publicado en Tabriz, Persia, en 1307.

El gobernante selyúcida Abu'l-Harith Ahmad Sanjar ibn Malik-Shah, o Ahmad Sanjar (1085-1157) tuvo un reinado que duró 40 años (r. 1118-1157), y gobernó el este de Persia desde la capital de Merv (ahora en la actual Turkmenistán). Después de las guerras de sucesión, Sanjar ascendió al trono a la edad de 10 o 12 años, nominado y designado por su medio hermano Berk-Yaruq. Al principio de su reinado, derrotó varios levantamientos e invasiones como las de los gaznavidas en 1097 y de los turcos oguz en 1098. Sin embargo, enfrentó su primera derrota en Qatwān en 1141 contra los Kara-Kitai, también conocidos como Imperio de Liao Occidental.
Sin embargo, durante el resto de su reinado durante los siguientes doce años, Sanjar continuó sofocando los conflictos de sus rivales, como el gobernador de Corasmia en 1141 y el gobernante vasallo de la provincia de Ghūr en 1152. Algunos historiadores sugieren que esos hombres cometieron el error de pensar que estaba debilitado por la derrota de Qatwān. Las fuentes medievales describen su gobierno como una época  de prosperidad. En 1153, Sanjar fue capturado por los oguz y escapó en 1156. Durante su cautiverio, los túrquicos asaltaron y saquearon la provincia. Merv nunca se recuperó de este ataque. Los oguz atacaron los edificios de los ulemas e incluso mataron a muchos de los eruditos, dañando enormemente a la élite intelectual y religiosa. Este saqueo hizo que a Sanjar le resultara demasiado difícil reconstruir su sociedad.

## Invasiones mongolas

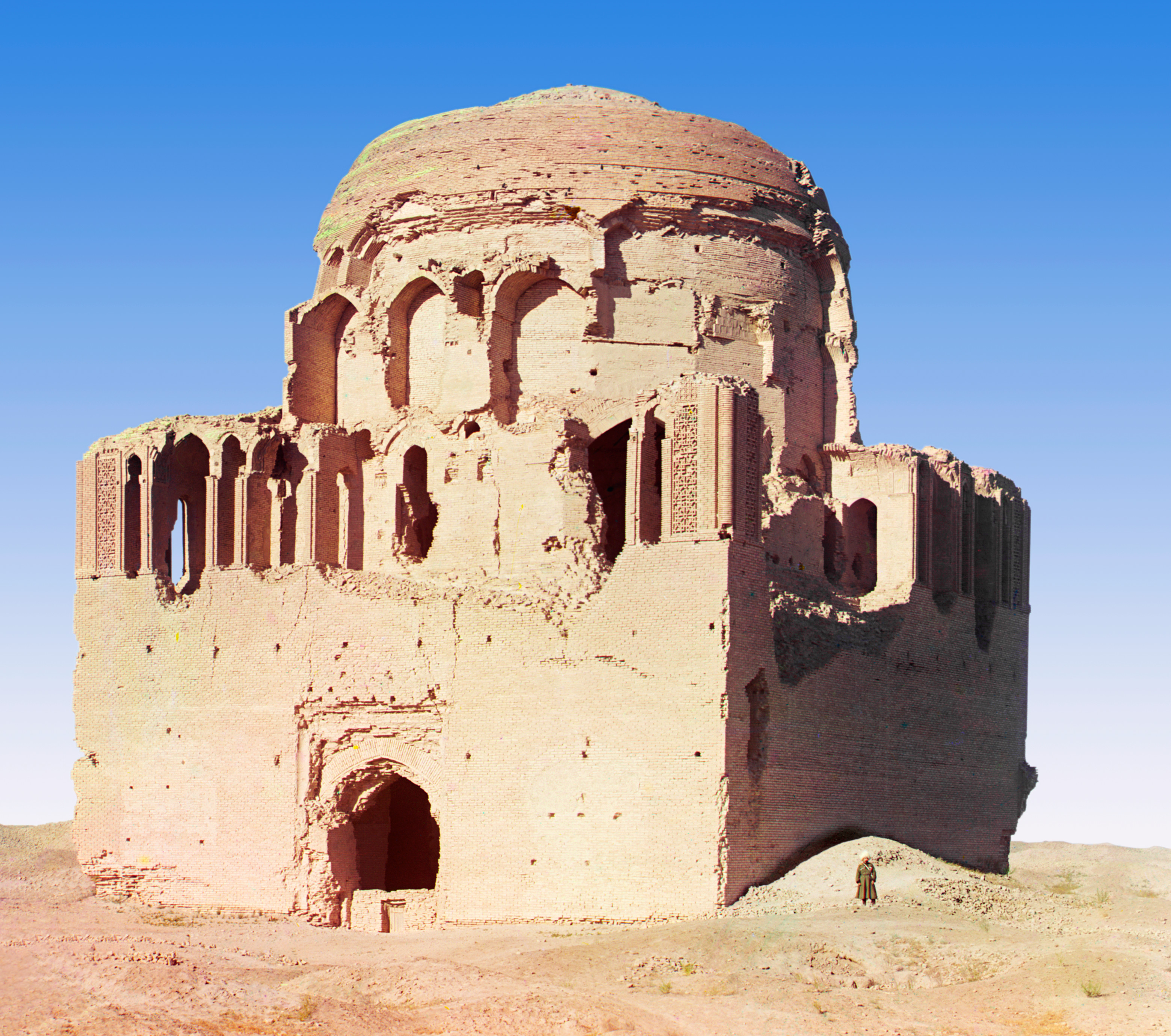
Estado del edificio a principios del (entre 1905 y 1915)

En 1221, los mongoles liderados por  Tolui atacaron Merv, que se rindió después de un asedio de siete días. Tras la rendición de la ciudad, los mongoles masacraron a sus habitantes y esclavizaron a unos cuatrocientos artesanos y numerosos niños. El historiador árabe  Ali ibn al-Athir (1160-1233) afirma que 700.000 personas murieron durante el saqueo de Merv por parte de los mongoles. Los mongoles quemaron la mayoría de los edificios de la ciudad, incluida la tumba de Ahmad Sanjar. Según ibn al-Athir, los mongoles «prendieron fuego a la ciudad y quemaron el mausoleo del sultán Sanjar, habiendo cavado su tumba en busca de objetos preciosos». El incendio causó un daño significativo a la edificación, destruyó gran parte del ladrillo exterior del mausoleo y provocó el colapso de la cúpula exterior del edificio.   Merv permaneció severamente despoblada en el período posterior a la invasión mongola y la tumba se deterioró aún más debido a siglos de abandono.

## Historia posterior

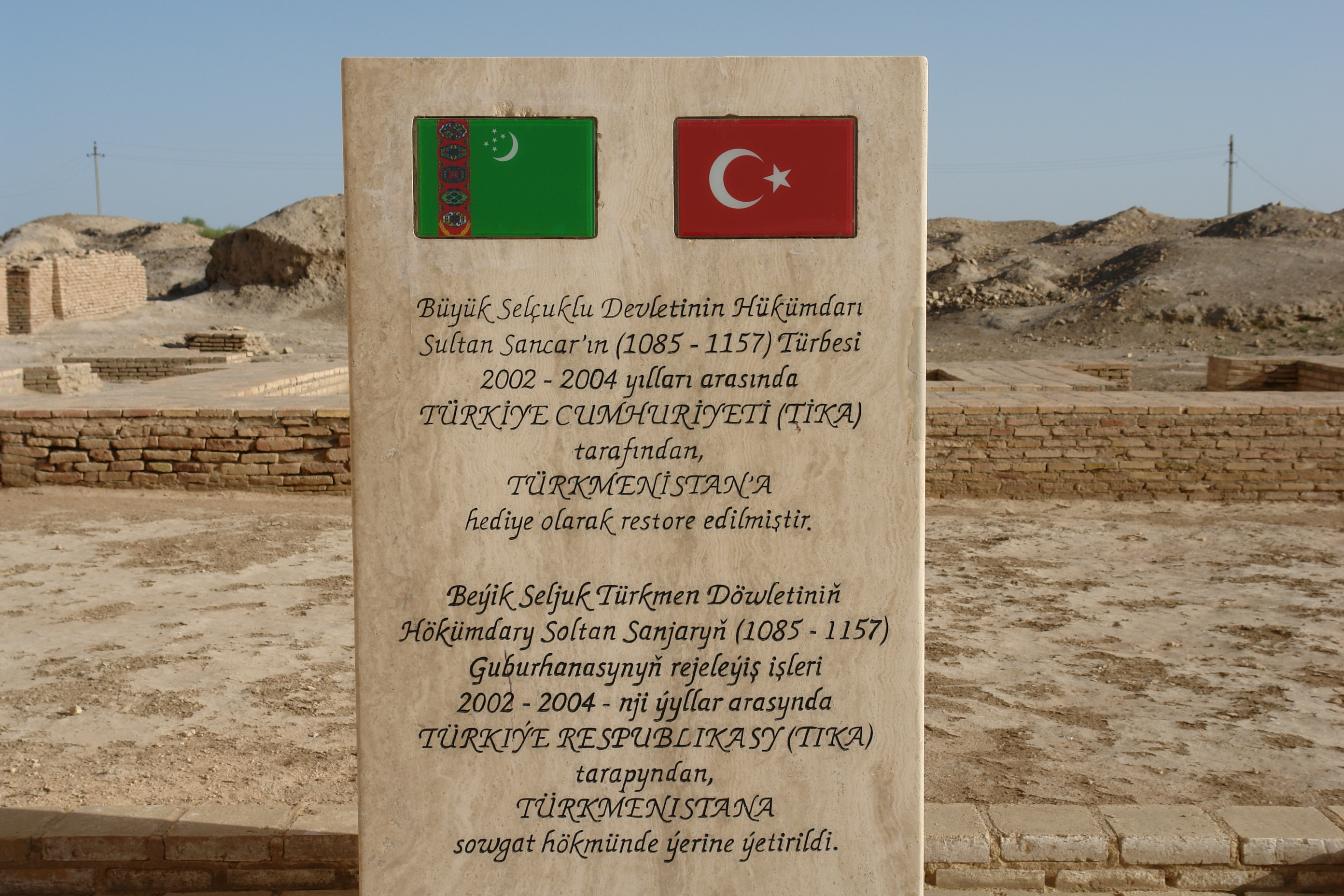
Un soporte de mármol que conmemora que el gobierno turco renovó el mausoleo del sultán Sanjar entre 2002 y 2004 como regalo al pueblo turcomano.

Un informe realizado en 1879-1881 describe la tumba como si estuviera en el centro de un chahar bagh, rodeada por pequeñas tumbas y sepulturas. Las primeras fotografías del mausoleo fueron tomadas por  V.A. Zhukovsky en 1896 y por E. Cohn Wiener en 1926. Estas fotografías muestran la cúpula colapsada de la estructura y las galerías muy dañadas. El arquitecto soviético N.M. Bachinskii completó el primer análisis estructural del edificio durante una restauración de 1937. Este proyecto de restauración también desenterró los cimientos de una gran mezquita contigua a la tumba. El gobierno soviético emprendió más trabajos de restauración durante la década de 1950.
Durante las décadas de 1980 y 1990, se realizaron cambios importantes en la puerta occidental y en el área de entrada de la tumba. Se rodeó la puerta con ladrillos nuevos, se construyeron escalones que conducen al área de entrada y se construyó un patio delantero pavimentado y amurallado. La restauración completada a fines de la década de 1980 ha sido criticada, ya que eliminó o cubrió gran parte del ladrillo original del mausoleo a favor de una reconstrucción conjetural. En 1996, se añadió una capa de revoco cemento a la cúpula del mausoleo. Las excavaciones realizadas en 1996 también descubrieron un bazar y un caravasar adyacentes a la tumba. En 1999, la UNESCO declaró los monumentos de la «Antigua Merv», incluida la tumba de Ahmad Sanjar, Patrimonio de la Humanidad. Desde abril de 2002 hasta mayo de 2004, se llevaron a cabo amplias reparaciones con la ayuda del gobierno turco. El proyecto financiado por Turquía fue revisado y aprobado por la UNESCO y se esforzó por ser fiel al diseño original de la edificación.

## Arquitectura

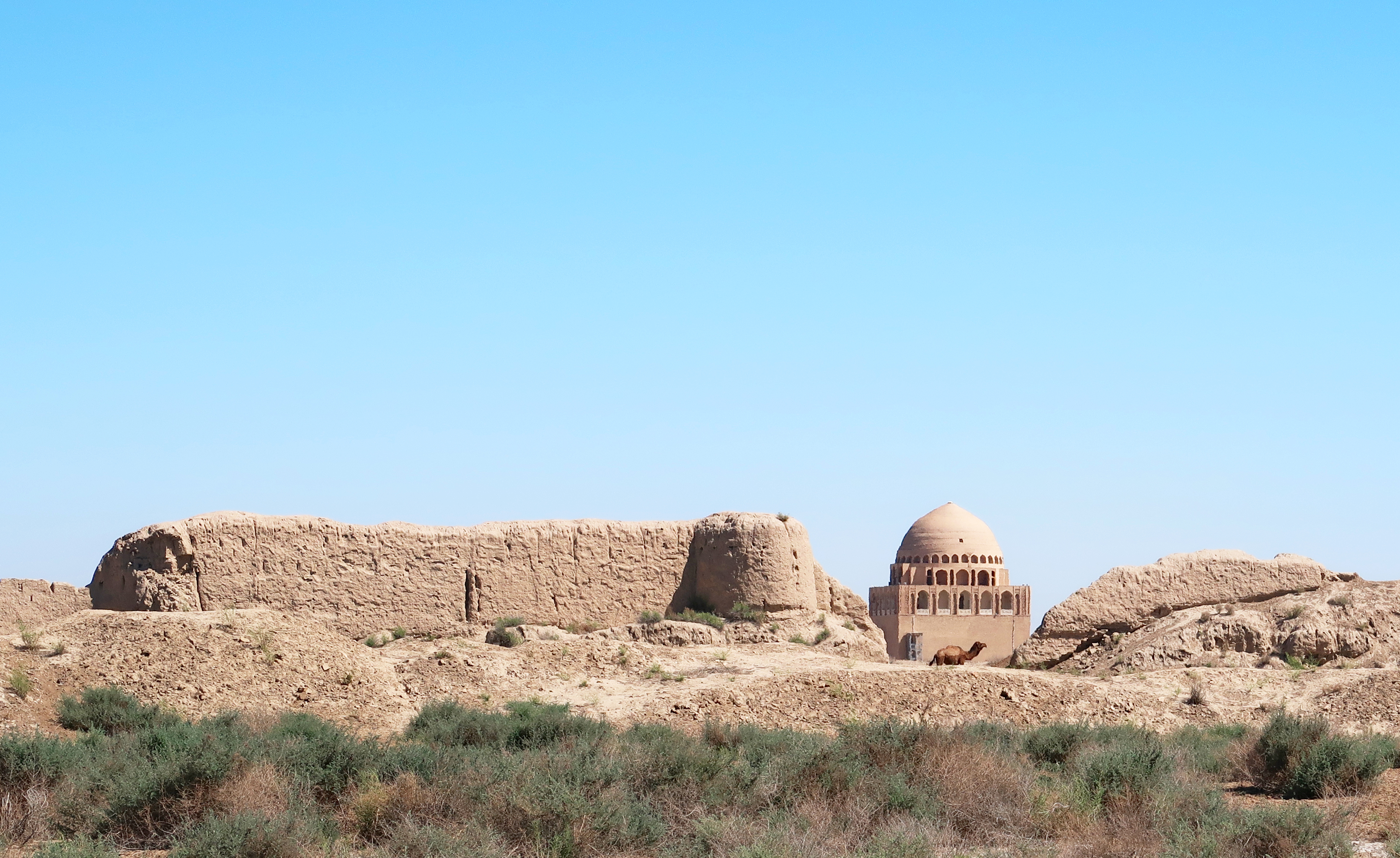
Vista lejana de la tumba y las ruinas de la ciudadela de Merv

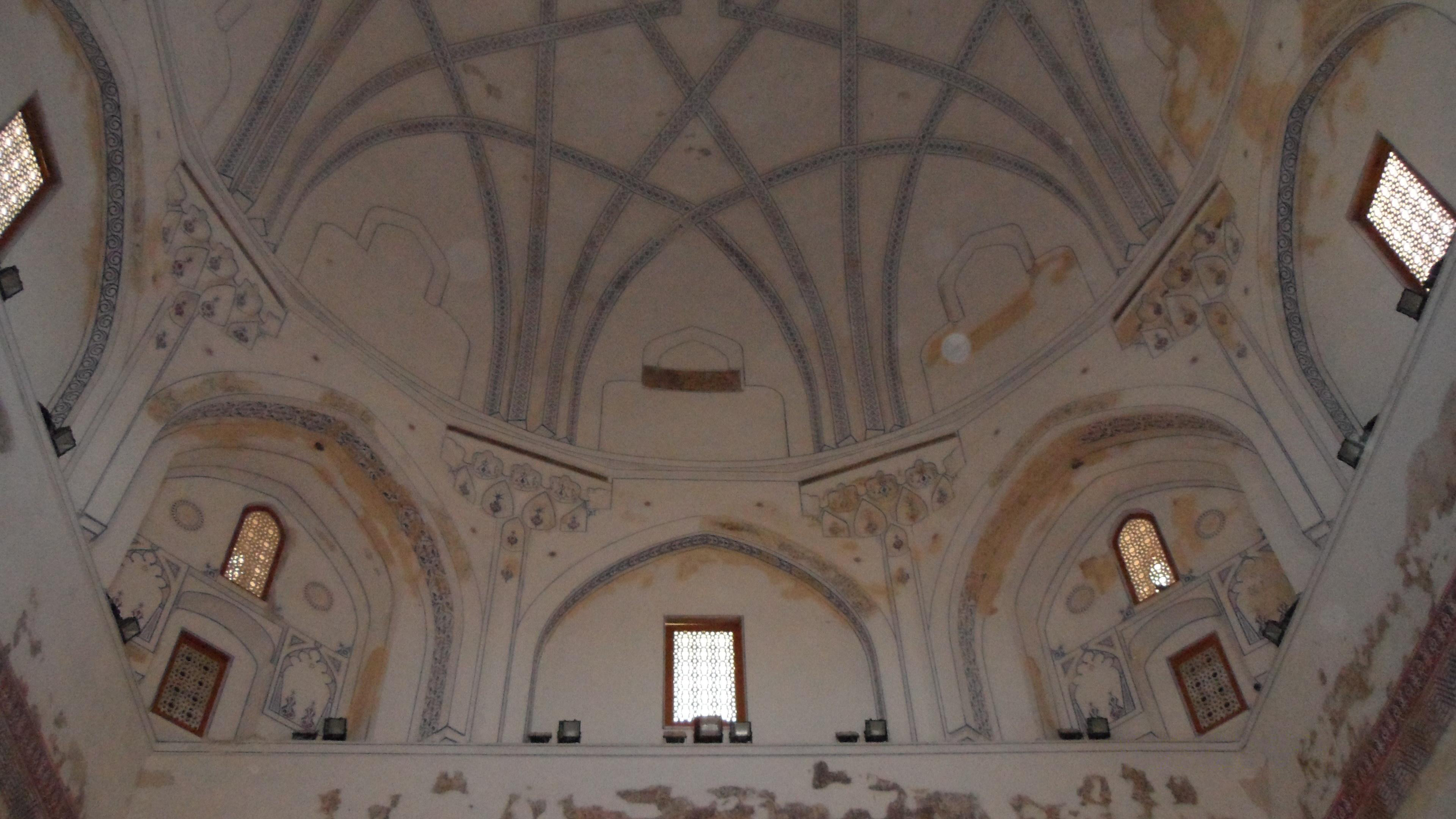
Interior de la cúpula del mausoleo

El mausoleo tenía 27 m de alto y 17 m por 17 m de ancho. Los muros tenían 14 m de altura y no tenían decoraciones importantes. Anteriormente fue una de las tumbas selyúcidas más grandiosas, con una ambiciosa galería y una cúpula doble, revestida la cúpula interior con ladrillos vidriados azules con el tambor con contrafuertes en cuatro puntos. El mausoleo de Sanjar era parte de un complejo mayor que consistía en una mezquita y un palacio, y estaba centrado en un vasto patio.
Siendo una de las pocas edificaciones que permanecen en pie en las ruinas de la ciudad de Merv, Turkmenistán, en el borde del desierto de Karakum, el edificio es mucho más bajo que la mayoría de las otras edificaciones cupuladas construidas en ese momento. Este fue el segundo proyecto patrocinado por el sultán, habiendo encargado previamente la construcción de una enorme presa en el río Murgab. La edificación fue elevada en la Ruta de la Seda y fue construida por Muhammad ibn Aziz. La tumba estaba conectada originalmente a un complejo de edificios mayor, que incluía una mezquita, un palacio y otros edificios de apoyo.
Compuesto por un cubo achaparrado coronado por una gran cúpula redonda, el piso superior está rodeado de torretas que se han deteriorado con el tiempo. El interior es mucho más un punto focal que el exterior. El edificio se realizó con varios materiales de construcción, como terracota, yeso, estuco y ladrillo. El edificio ha sido restaurado varias veces, pero ha perdido gran parte de su integridad estructural original, especialmente la del segundo piso. Entre las características que faltan se encuentra una cúpula cubierta de azulejos turquesas que se podía ver desde kilómetros de distancia en su mejor momento.

## Influencia

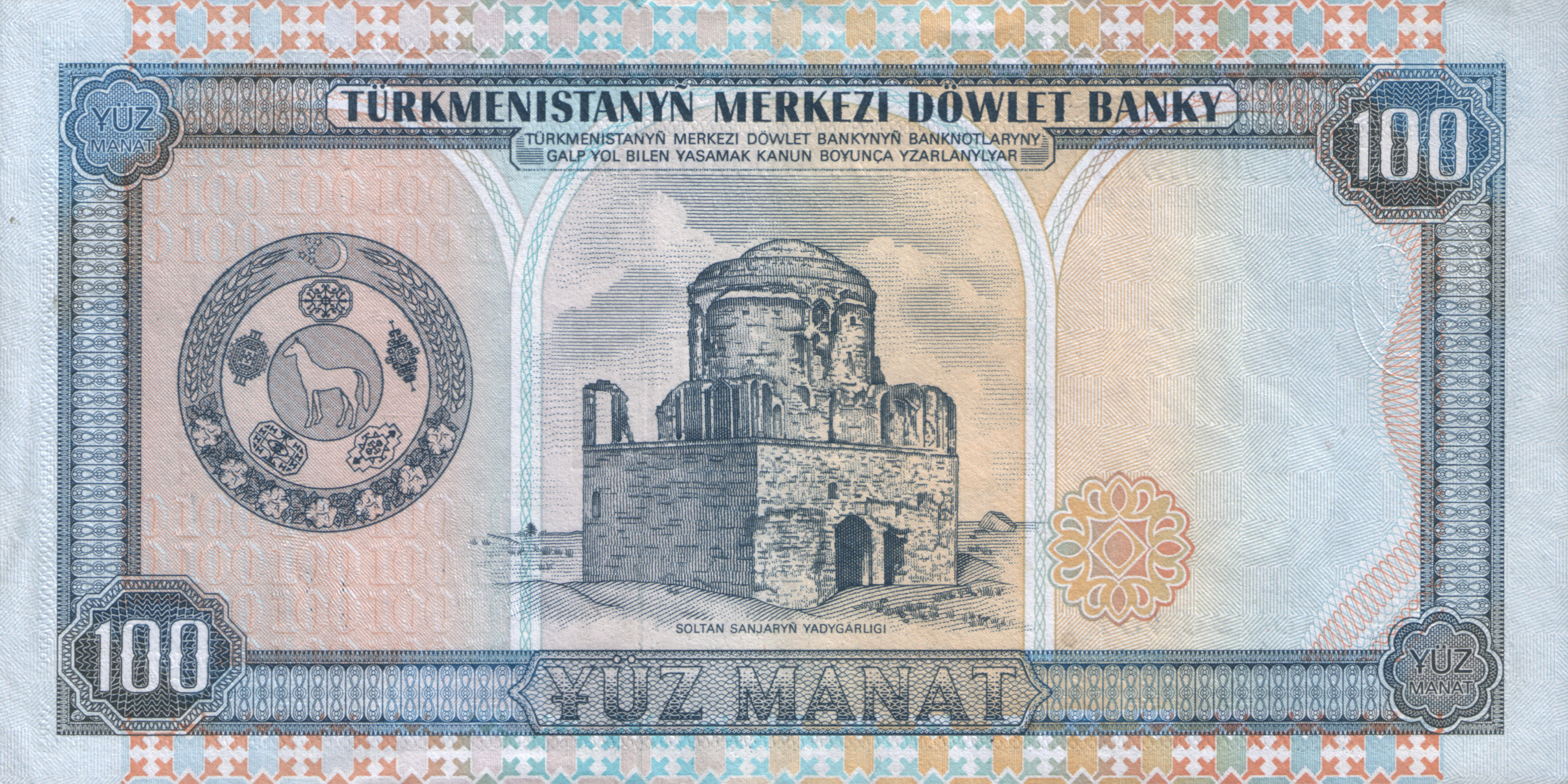
Tumba de Ahmed Sanjar en el primer billete de 100 manat de Turkmenistán.

La mayoría de la arquitectura funeraria secular no sobrevivió al período selyúcida, sin embargo, la tumba de Ahmad Sanjar permaneció intacta y pasó a influir en la futura construcción de cúpulas.  El estilo selyúcida de doble cúpula de la tumba de Ahmad Sanjar demostró ser una influencia duradera en la arquitectura cupulada de los períodos del Ilkhanato, timúrida y safávida  que siguieron. La tumba de Ahmad Sanjar se desvió de las tradicionales torres funerarias selyúcidas de su época al moverse «hacia proporciones achaparradas con un nuevo énfasis en el espacio interior». Su influencia en construcciones posteriores basada en los espacios interiores monumentalizantes se evidencia en edificios pcomo la octogonal cúpula de Soltaniyeh. La tumba es el primer ejemplo conocido en la historia de una amalgama de mezquita-mausoleo y esa combinación arquitectónica se generalizaría en la tradición de los edificios y complejos islámicos. La influencia del mausoleo de Ahmad Sanjar se evidencia en varios de los añadidos en la Mezquita del Viernes de Isfahán, incluidas dos de sus cúpulas: el arquitecto de la cúpula cuadrada noreste «utilizó estas formas estándar para crear una obra de arte», mientras que la cúpula meridional imitaba el uso en la tumba de Ahmad Sanjar de un hexadecágono que rodea la cúpula exterior.   De manera similar, implementos de refuerzo interno aplicados en el Mausoleo de Sultaniyya en El Cairo demuestran la influencia de las técnicas de construcción selyúcidas.  Cuando el gobernante ilkhanida Ghāzān Khān visitó Merv y vio la tumba de Ahmad Sanjar, quedó tan impresionado que trató tanto de citarla como superarla con la construcción de su propio complejo funerario en Shamb. Otros ejemplos de arquitectura funeraria islámica que derivan del estilo selyúcida de la tumba de Ahmad Sanjar son el mausoleo del Sultán Bakht Aqa, la mezquita Mir-chaqmaq y la madrasa Al-Sultaniyah